# 博諾 (撒丁島)
博诺（義大利語：Bono），位於意大利撒丁岛，是薩薩里省的一個市鎮，位處撒丁岛首府卡利亞里以北130（81英里），薩薩里省首府薩薩里東南方50（31英里）。

## 外部連結
- Official website （页面存档备份，存于）